# 6Q0B44E

Animacja lotu 6QoB44 wokół ziemi.

6Q0B44E, w skrócie B44E – niewielki obiekt krążący wokół Ziemi poza orbitą Księżyca, prawdopodobnie kosmiczny śmieć (np. fragment rakiety).
Po raz pierwszy obiekt ten dostrzegli naukowcy w obserwatorium księżycowym i planetarnym Uniwersytetu Arizony, Lunar and Planetary Laboratory, w dniu 28 sierpnia 2006 roku. Obserwację potwierdziły następnego dnia obserwatoria Siding Spring Observatory w Australii i Table Mountain Observatory w Stanach Zjednoczonych.
Obiekt ma kilka metrów średnicy i został prowizorycznie sklasyfikowany jako sztuczny. B44E porusza się po orbicie w odległości od 585 000 km do 983 000 km od Ziemi, czyli na orbicie dwa do trzech razy większej niż księżycowa; obiega on Ziemię w ciągu 80 dni.
Obiekt B44E dostrzeżono, gdy znajdował się on w maksimum jasności 19m. W miarę jak obiekt w swoim cyklu sześciomiesięcznym oddala się od Ziemi, jego jasność zmniejsza się do 28 magnitudo, co znacznie ogranicza możliwości zbadania jego budowy. 
Efemerydy wyliczone na podstawie obserwacji sugerują, że B44E najprawdopodobniej znalazł się w obrębie systemu Ziemia-Księżyc między rokiem 2001 a 2003, choć mógł też znaleźć się tam nawet do 10 lat wcześniej. Podobieństwo między B44E i obiektem J002E3, który obecnie uznaje się za część statku Apollo 12, skłoniło niektórych astronomów do domysłów, że obiekt B44E może być również kosmicznym śmieciem, pozostałością po eksploracji kosmosu.